# Ключевая (Максатихинский район)
Ключева́я (карел. Kl’učevoi) — деревня в Максатихинском районе Тверской области. Входит в состав Пальчихинского сельского поселения, до 2006 года центр Ключевского сельского округа.
Расположена в 30 км к юго-востоку от районного центра Максатиха, недалеко от истока реки Молога.
Население по переписи 2002 — 218 человек, 102 мужчины, 116 женщин.

## История
В середине XIX века относилась к Трестенскому приходу и волости Бежецкого уезда Тверской губернии. В 1887 году — 69 дворов, 407 жителей, 3 мельницы, кузница, мелочная лавка; промыслы: угольщики, пильщики, плотники, извозчики. В 1919-21 годах Ключевая — центр одноимённого сельсовета Трестенской волости. По переписи 1920 года — 137 дворов (из них 130 карельские), 659 жителей.
В 1940 году деревня в центр Ключевского сельсовета Максатихинского района Калининской области.
В 1997 году — 130 хозяйств, 269 жителей. Администрация сельского округа, совхоз «Ключевской» (ТОО «Ключевая»), лесничество, неполная средняя школа, ДК, библиотека, акушерский пункт, отделение связи, столовая, магазин.